# Улица Ленина (Пермь)
У́лица Ле́нина расположена в Перми, на территории Ленинского (от Парковой улицы до ул. Крисанова) и Дзержинского районов (от ул. Крисанова до станции Пермь II). Улица Ленина — важная транспортная магистраль, связывающая центр города с вокзалом Пермь II. Здесь расположены административные и культурные учреждения, крупные магазины. Вдоль улицы расположена городская эспланада, где проходят общегородские праздники, в том числе День города, который отмечается 12 июня.

## История

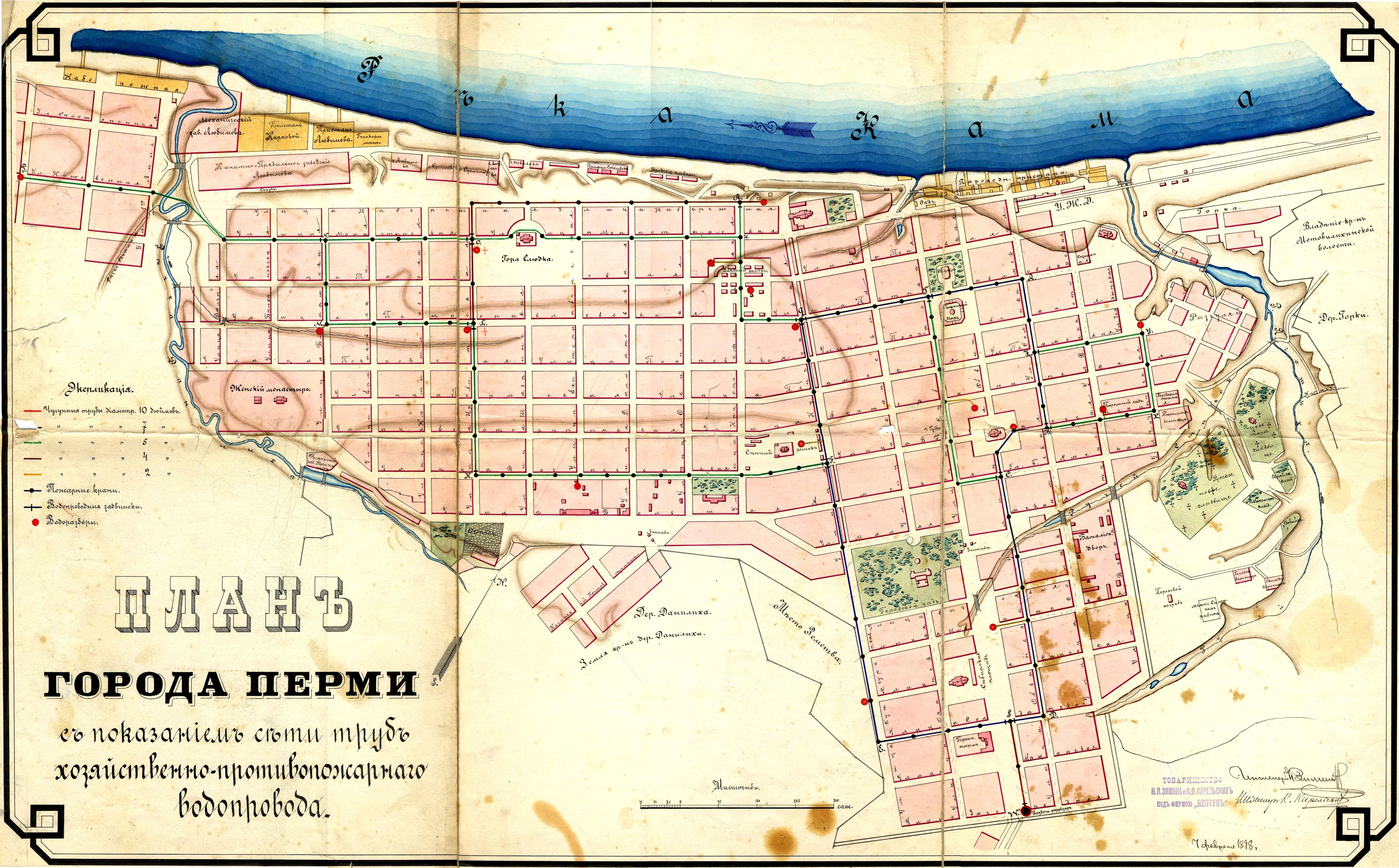
Покровская улица на плане Перми 1898 года

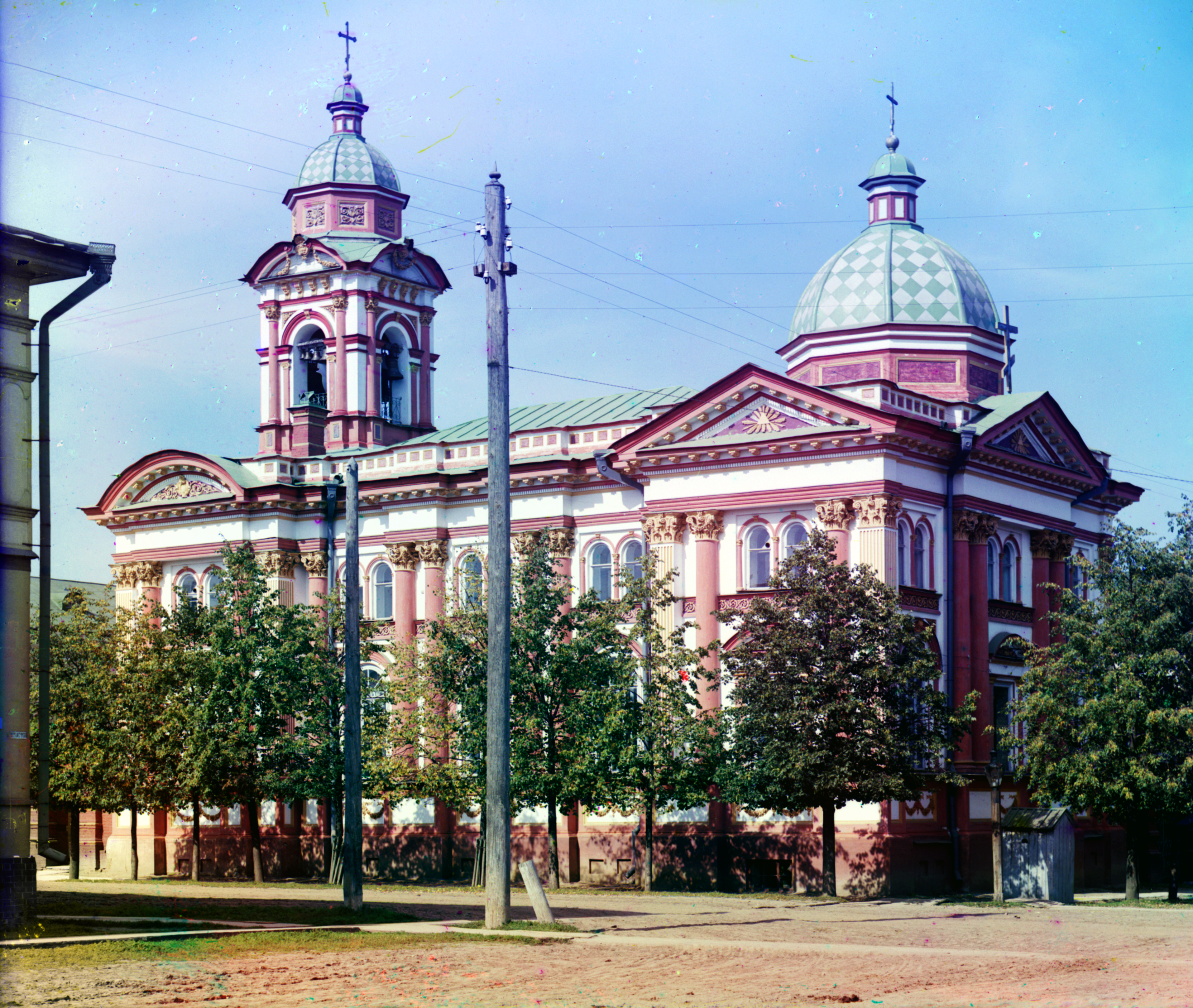
Церковь Марии Магдалины (1909)

Самое известное старое название улицы — Покровская. Первоначально она называлась Верхняя, затем Орловская и Нагорная. Также использовались названия Владимирская, Рождественская, Богородская. Улица начала формироваться после пожара 1759 года, а после пожара 1842 года известные купцы Любимовы, Бахаревские, Каменские строили и перестраивали здесь дома. При этом на улице появились первые каменные здания. На протяжении шести кварталов от реки Егошихи разместились восемь учебных заведений, две церкви, два банка, акцизное управление, казённая палата, электротеатр, книжный магазин, фабрика, магазин музыкальных инструментов, телефонная станция, два приюта и гостиный двор.
В 1889 году на средства Пермского дамского попечительства о бедных было начато строительство церкви Марии Магдалины по проекту архитектурного бюро Турчевича. Церковь получила своё название в честь императрицы Марии Фёдоровны. Здание сохранилось до настоящего времени, но было существенно перестроено. Сейчас там расположен Институт экологии и генетики микроорганизмов.
Современное название было присвоено улице в честь В. И. Ленина 28 июля 1920 года постановлением пленума уездного исполкома № 24, пункт 3.
В 2009 году продолжилась реконструкция ул. Ленина от ул. 25-го Октября до Парковой улицы. Особенностью реконструкции явился вынос остановочных пунктов общественного транспорта с тротуаров на середину проезжей части и выделением полос для движения общественного транспорта.
В 2019 году у дома № 62 был установлен памятник геологу Павлу Преображенскому.

## Здания и сооружения
Известные здания и сооружения, расположенные на улице Ленина:
- № 7 — здание Алексеевского мужского начального училища, построено по проекту В. В. Попатенко, сейчас в нём расположен Пермский музыкальный колледж.
- № 11 — здание церкви Марии Магдалины, построено А. Б. Турчевичем в 1889—1892 годах, перестроено в советские годы, сейчас в нём размещается Институт экологии и генетики микроорганизмов УрО РАН.
- № 13 — Дом Грибушина — памятник архитектуры, с 1988 года в здании расположен президиум Пермского научного центра УрО РАН.
- № 23 — здание Администрации города Перми и Пермской городской думы.
- № 24 — Дом двух почётных граждан.
- № 31 — здание гимназии № 17, до революции здесь размещалась Торговая школа.
- № 34 — здание бывшего книжного магазина Пиотровских.
- № 36 — Дом купцов Базановых.
- № 38 — дом купцов Степановых.
- № 48 — Рождество-Богородицкая церковь, построенная в 1789 году. До недавнего времени — фармацевтический институт, пока церковь не была восстановлена в 2016 году.
- № 51 — Здание Законодательного собрания Пермского края.
- № 53 — Пермский академический Театр-Театр.
- № 58а — здание бизнес-центра «Любимов». В рамках гражданской инициативы «Последний адрес» на доме установлен мемориальный знак с именем механика мастерской пермской детской колонии Виктора Ивановича Ружальского[5], расстрелянного в годы сталинских репрессий. В базе данных Пермского отделения[6] правозащитного общества «Мемориал» есть имена 7474 пермяков и жителей Пермского края, расстрелянных в годы террора[7]. Число погибших в лагерях ГУЛАГа не установлено.
- № 60 — здание торгового центра «Колизей Атриум». В рамках гражданской инициативы «Последний адрес» на доме установлен мемориальный знак с именем столяра завода № 172 (ныне — ПАО «Мотовилихинские заводы») Лейба Ициковича Райхруда[8], расстрелянного в годы сталинских репрессий[7].
- № 64 — здание треста Оргтехстроя (Урал ФД) (1967—1972 годы постройки, архитекторы А. И. Пилихин и Б. А. Зарицкий)[9].
- № 68 — здание управления связи Пермской области (1970—1974 годы постройки, автор привязки типового дома связи — архитектор В. С. Лаврентьев)[9].
- № 69 — дом для железнодорожников (построен в 1942)[10].
- № 70 — здание краевой библиотеки им. А. М. Горького.
- № 85 — здание администрации Дзержинского района.
- № 96, 98 — жилые дома для работников завода имени Ф. Э. Дзержинского (№ 96 — 1939 года постройки)[10].

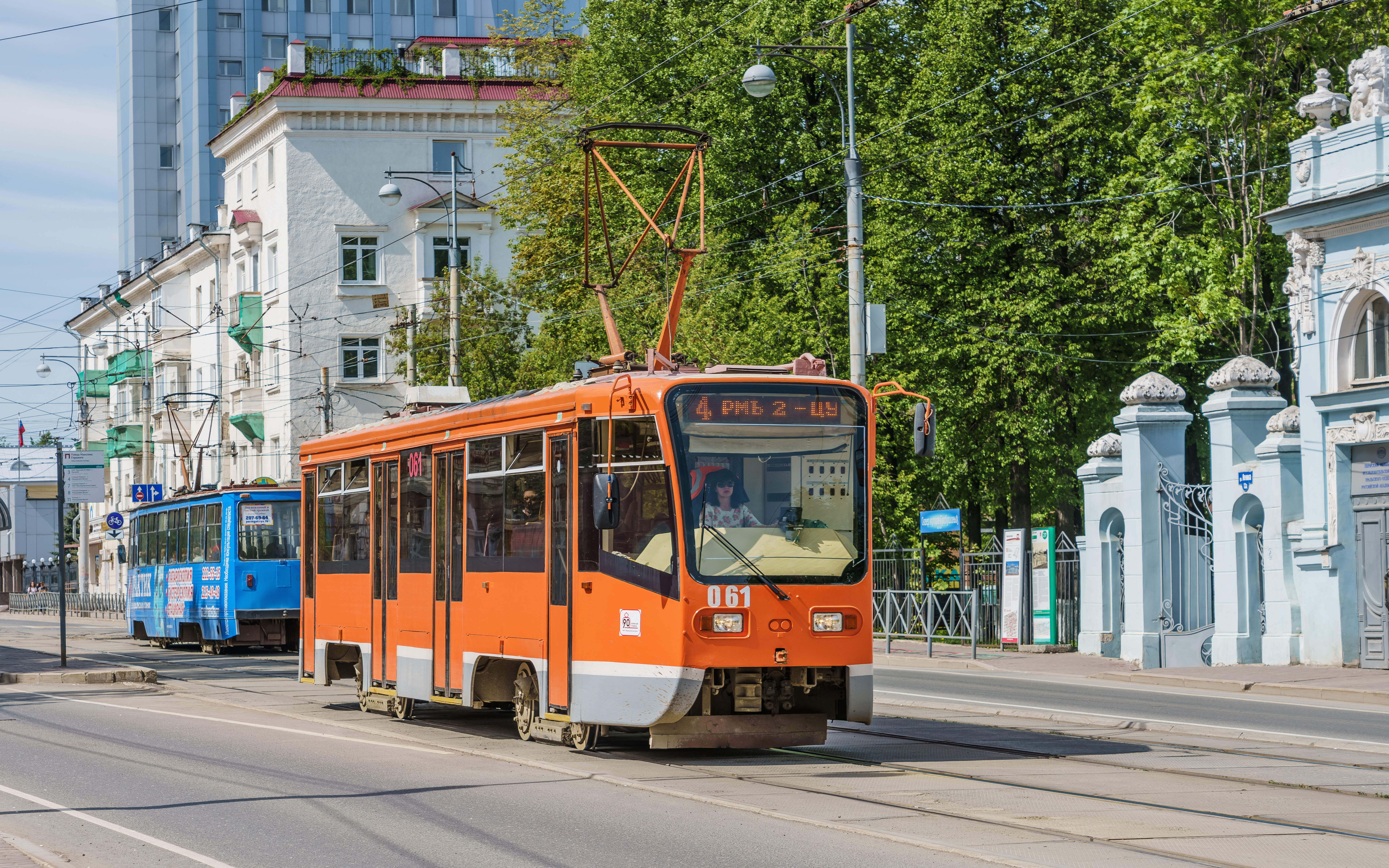
Трамвай около пересечения с улицей Максима Горького
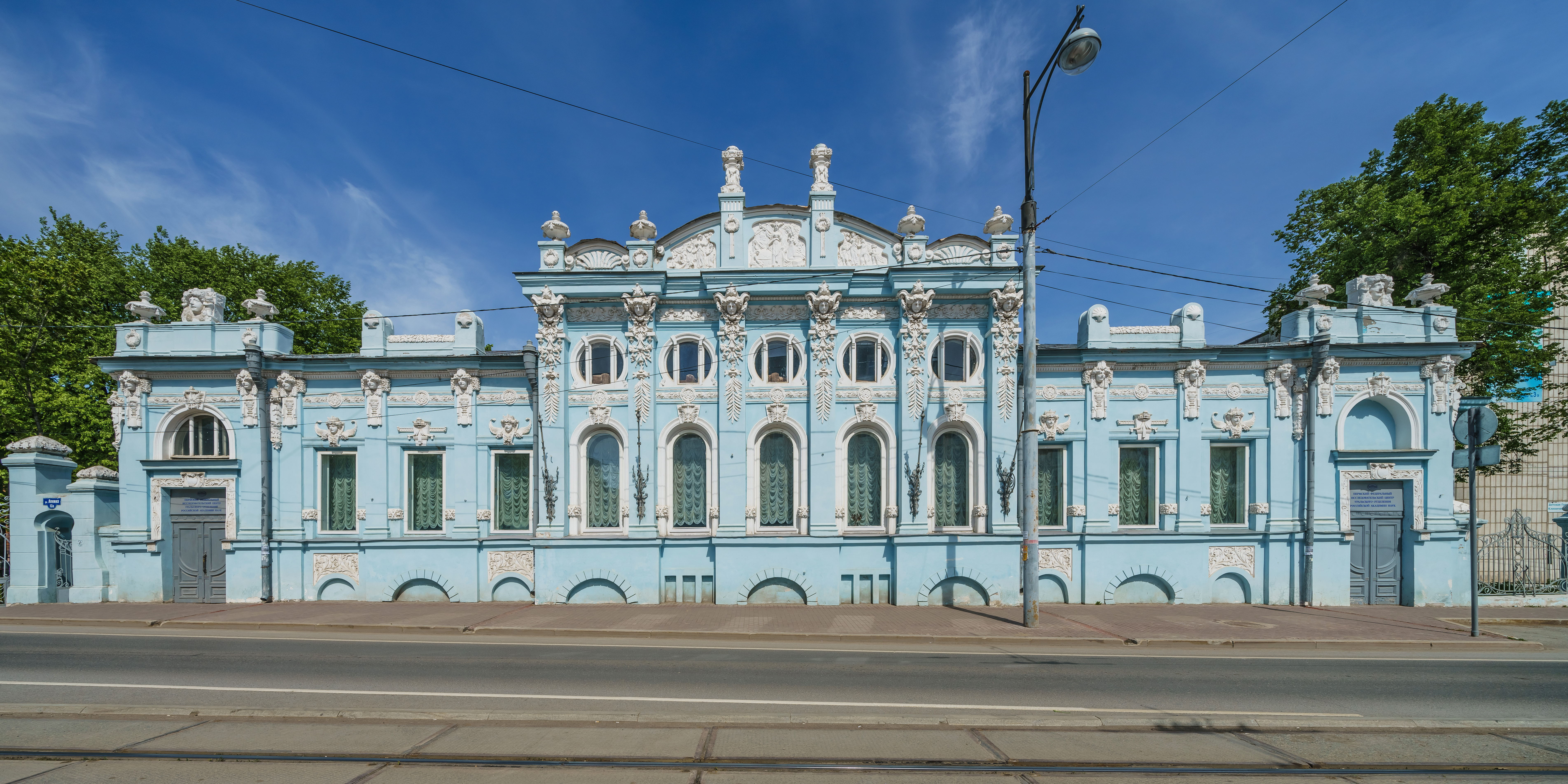
Дом Грибушина
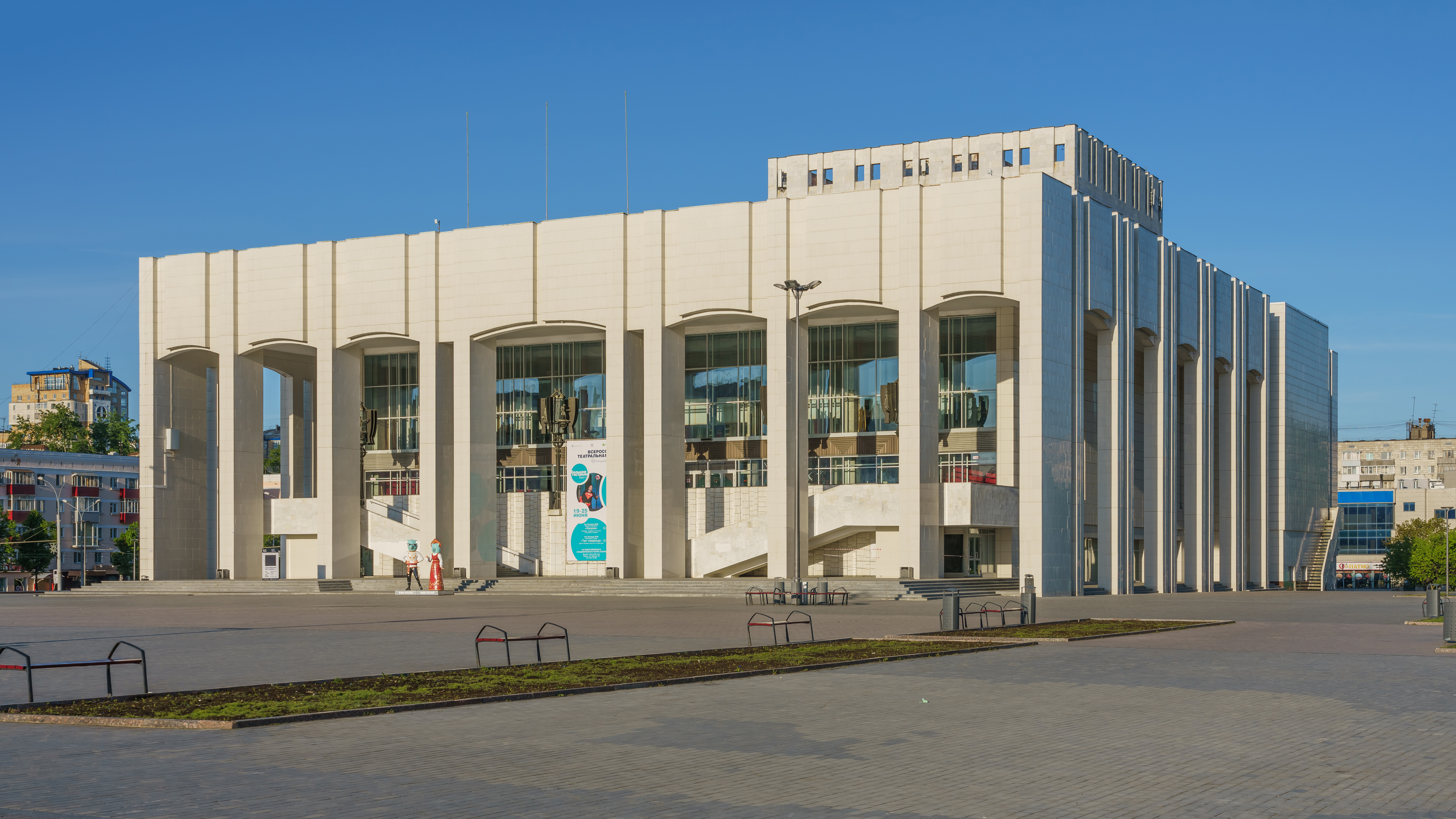
Пермский академический театр драмы
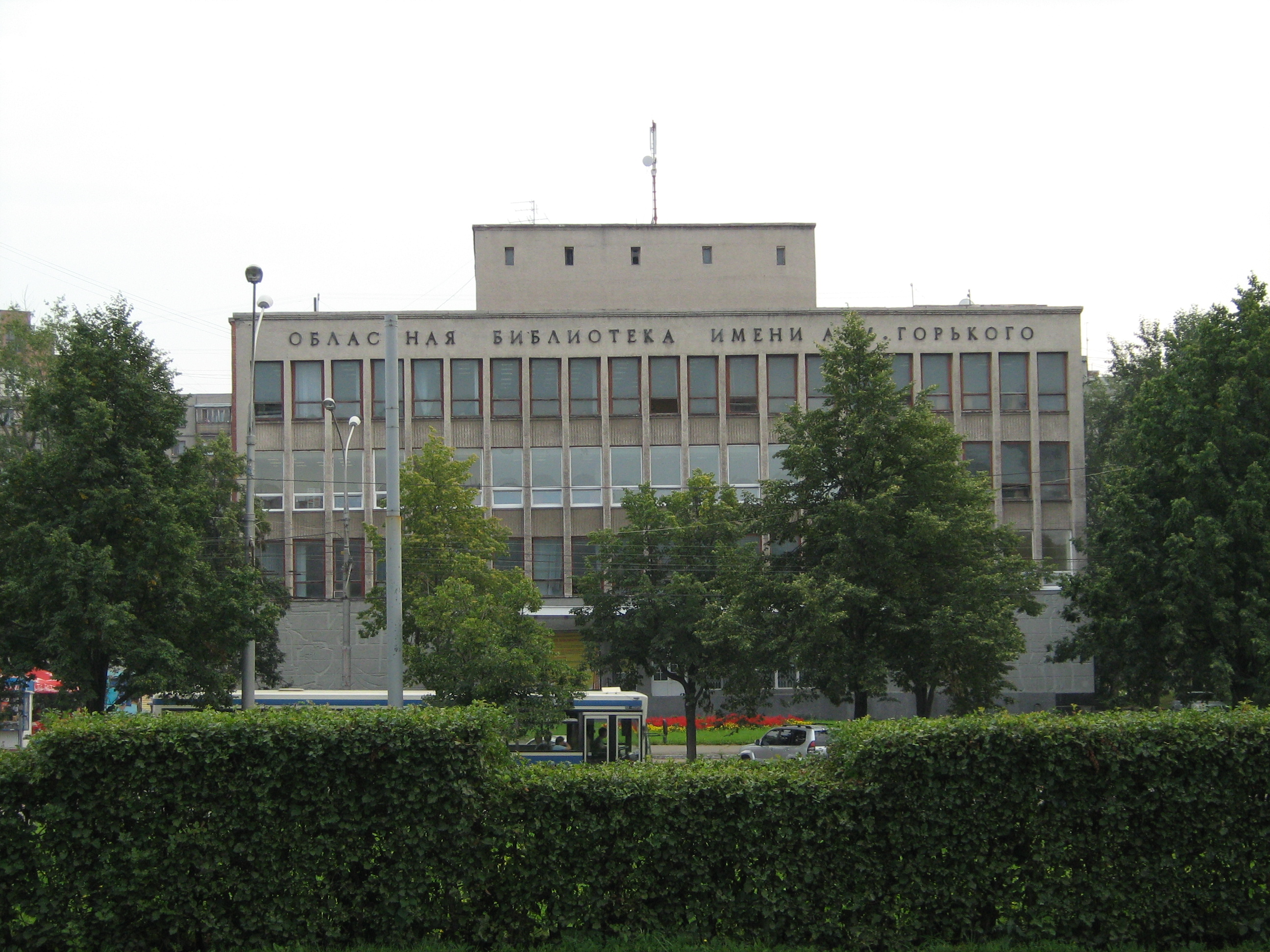
Пермская краевая библиотека имени М. Горького
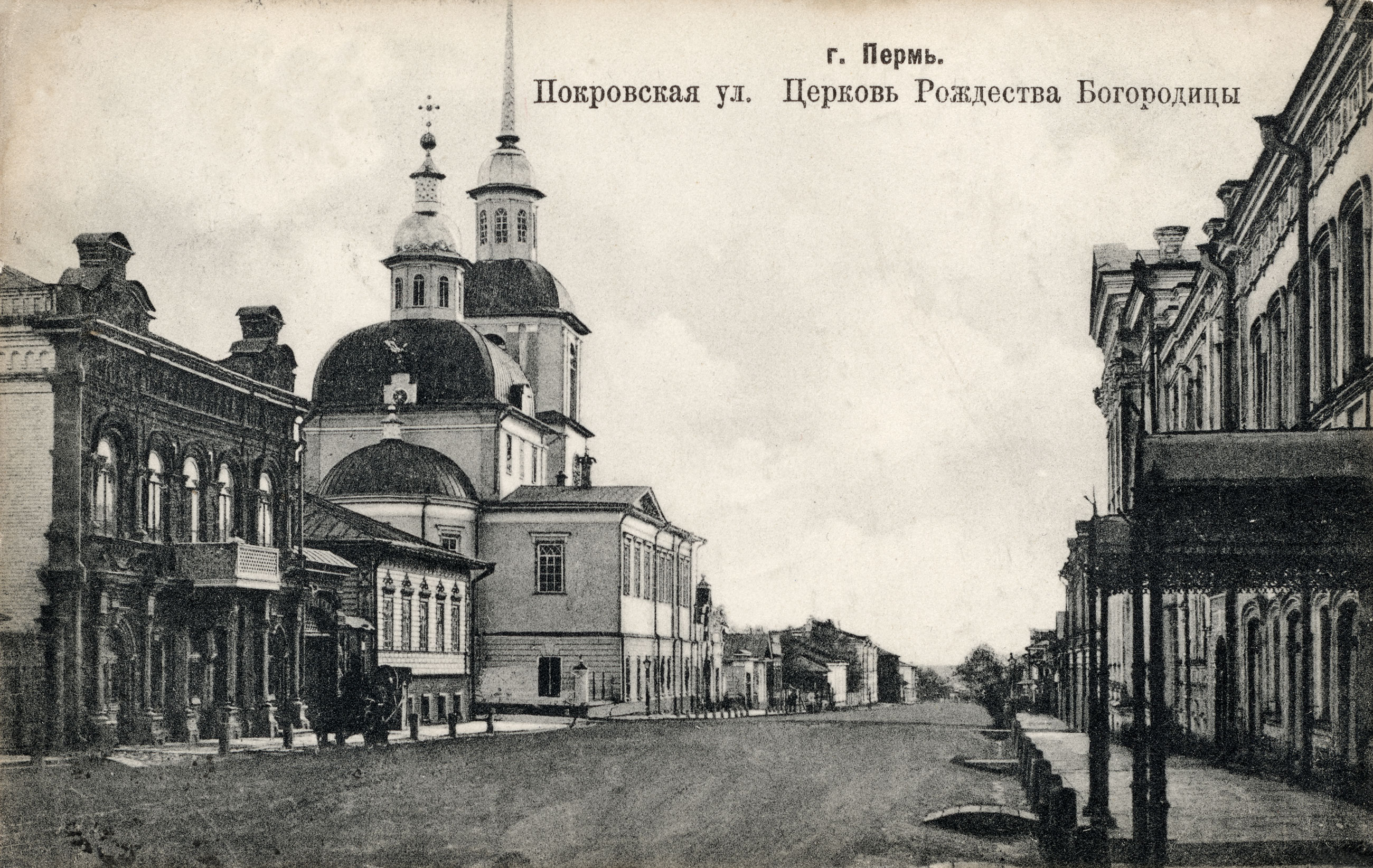
Рождество-Богородицкая церковь, до 1910 года